# Ядерная химия
Я́дерная хи́мия — раздел физической химии и химии высоких энергий — изучает ядерные реакции и сопутствующие им физико-химические процессы, устанавливает взаимосвязь между физико-химическими и ядерными свойствами вещества. Важнейшей задачей ядерной химии является выделение и идентификация радиохимическими методами продуктов ядерных реакций. В тематику исследований также входит химии горячих атомов, возникающих при ядерном распаде и имеющих избыточную кинетическую энергию, формально соответствующую температурам 104—107 К. Исследования в области ядерной химии послужили основой для Мёсбауэровской спектроскопии, как метода, широко используемого в структурной и радиационной химии, аналитической химии, химической кинетике, геохимии. Методами ядерной химии с использованием «новых атомов», и прежде всего позитрония (Ps) и мюония (Мu), изучают превращения атомов в различных химических системах — мезонная химия. Часто термин «ядерная химия» считают синонимом терминов  «радиохимии»  и «радиационной химии», что неверно.

## История возникновения
Ядерная химия зародилась на стыке радиохимии, химической физики и ядерной физики. Зарождение ядерной химии, как и ядерной физики, связано с открытием радиоактивности урана (А. Беккерель, 1896), Th и продуктов его распада — новых, радиоактивных элементов Ро и Ra (М. Склодовская-Кюри и П. Кюри, 1898). Дальнейшее развитие было определено открытием искусств. ядерного превращения (Э. Резерфорд, 1919), изомерии атомных ядер естественных радионуклидов (Отто Ган, 1921) и изомерии искусств. атомных ядер (И. В. Курчатов и др., 1935), деления ядер U под действием нейтронов (О. Ган, Ф. Штрасман, 1938), спонтанного деления U (Г. Н. Флёров и К. А. Петржак, 1940). Создание ядерных реакторов (Э. Ферми, 1942) и ускорителей частиц (Дж. Кокрофт и Э. Уолтон, 1932) открыло возможность изучения процессов, происходящих при взаимодействии частиц высокой энергии со сложными ядрами, позволило синтезировать искусственные радионуклиды и новые элементы.
Становление ядерной химии как науки связано с работами американского химика и физика-ядерщика (химика-ядерщика) Гленна Сиборга во время работ по созданию атомной бомбы. Ядерная химия была призвана решить проблему получения весовых количеств плутония. Современная ядерная химия сформировалась благодаря появлению новой области физической химии — химии высоких энергий.

## Основные направления ядерной химии
- исследование ядерных реакций и сопутствующих физико-химических процессов;
- химия «новых атомов»;
- поиск и синтез новых элементов и радионуклидов реакторным методом;
- поиск новых видов радиоактивного распада.

## Методы ядерной химии
Для решения поставленных задач в ядерной химии используют радиохимические методы, ионизационные и, в последнее время, масс-спектрометрические, а также применяют толстослойные фотоэмульсии.
Важнейшая задача ядерной химии — выделение и идентификация радиохимическими методами продуктов ядерных реакций. Особую роль эти методы играют при исследовании ядерных реакций, в которых образуется сложная смесь нуклидов различных элементов. Для их выделения применяют радиохимические варианты методов осаждения, экстракции, ионообменной хроматографии, электролиза и дистилляции. Идентифицируют нуклиды по характеру излучения, измерением энергии и периода полураспада или методом масс-спектрометрии. Для этой цели используют многоканальные спектрометры, различные типы счетчиков. Изучение механизма ядерных превращений позволило понять процессы, протекающие в космосе, происхождение и распространение химических элементов, объяснить аномалии в изотопном составе различных природных объектов, получить радиоактивные изотопы почти всех химических элементов и синтезировать новые элементы периодической системы, в том числе актиноиды и трансактиноиды. Для определения периода полураспада короткоживущих нуклидов (Т1/2 < 1 мин) используют специальную технику измерения времени жизни нуклида от момента его образования до распада непосредственно на детекторе.

## Горячие атомы
К ядерной химии иногда относят и некоторые радиохимические проблемы, например исследование химии «горячих атомов», возникающих при различных ядерных превращениях. Горячие атомы в результате радиоактивного распада имеют избыточную (по сравнению с обычными атомами среды) кинетическую энергию, формально соответствующую температурам 10 000—10 000 000 К и превышающую энергию активации многих химических реакций. При столкновениях с атомами и молекулами среды горячие атомы способны стабилизироваться в соединениях, отличных от исходных (эффект Силарда — Чалмерса; 1934). Этот эффект и используют в радиохимии для исследования механизма реакций горячих атомов со средой, для синтеза меченых соединений, разделения изотопов и др.